# Marest éditeur
 (février 2023).
Fondée en 2016,, la société Marest Éditeur est une maison d’édition indépendante spécialisée dans les ouvrages de cinéma. Elle a été créée par Pierre-Julien Marest, ancien gérant des éditions Clairac,.

## Histoire
La maison a publié plusieurs traductions de livres de cinéma, comme les mémoires de John Boorman (Aventures, prix 2018 du meilleur livre étranger sur le cinéma du Syndicat français de la critique de cinéma et des films de télévision), Richard Fleischer (Survivre à Hollywood), Lotte H. Eisner (J'avais jadis une belle patrie, préfacé par Werner Herzog), des textes ou entretiens inédits d’Alfred Hitchcock (Warhol/Hitchcock, Quoi est Qui ?), ou une nouvelle traduction du Movie Journal de Jonas Mekas. 
Par ailleurs, la maison publie des essais (La petite géographie réinventée de Leos Carax, de Jérôme d'Estais, honoré en 2021 par le prix du Meilleur livre de cinéma par le magazine Transfuge), des œuvres oscillant entre essai et fiction (Les Dix Meilleurs Films de tous les temps de Luc Chomarat), des récits (dont une enquête sur le cinéaste Pascal Aubier : Le Dormeur de Didier da Silva) ou encore des ouvrages romanesques (S'abandonner de Séverine Danflous,). 
La maison publie une dizaine de livres par an.